# MZ Biskra
 (décembre 2016).
Si vous disposez d'ouvrages ou d'articles de référence ou si vous connaissez des sites web de qualité traitant du thème abordé ici, merci de compléter l'article en donnant les références utiles à sa vérifiabilité et en les liant à la section « Notes et références ».
Maillots
Le Machaal Zibane Biskra (en arabe : مشعل الزيبان بسكرة) est un club de football algérien féminin fondé en 2000 et basé dans la ville de Biskra, dans les Aurès.
Il évolue en première division du championnat d'Algérie depuis la saison 2015-2016 et au moins jusqu'à la saison 2021-2022.